# Anthomyia whitei
Anthomyia whitei är en tvåvingeart som beskrevs av Ackland 2001. Anthomyia whitei ingår i släktet Anthomyia och familjen blomsterflugor. Inga underarter finns listade i Catalogue of Life.